# N'Tjiba
N'Tjiba is een gemeente (commune) in de regio Koulikoro in Mali. De gemeente telt 21.800 inwoners (2009).